# Agustín Ferrari
Agustín Ferrari es una localidad suburbana perteneciente al partido de Merlo, área metropolitana de Buenos Aires, Argentina. Su nombre rinde honor al estanciero Agustín Ferrari, quien adquirió —hacia fines del siglo XIX— parte de las tierras que pertenecían a la familia Cascallares en el actual territorio de Mariano Acosta.

## Geografía

### Población
En el censo de 2001, se la incluyó dentro de la localidad de Mariano Acosta. Las cifras de población, fueron de 54,081 habitantes (Indec, 2001).

### Sismicidad
La región responde a las subfallas «del río Paraná», y «del río de la Plata», y a la falla de «Punta del Este», con sismicidad baja; y su última expresión se produjo el 5 de junio de 1888 (137 años), a las 3.20 UTC-3, con una magnitud aproximadamente de 5,0 en la escala de Richter (terremoto del Río de la Plata de 1888).
La Defensa Civil municipal debe advertir sobre escuchar y obedecer acerca de 
Área de
- Tormentas severas, poco periódicas, con Alerta Meteorológico
- Baja sismicidad, con silencio sísmico de 137 años

## Descripción
El principal acceso es a través de la Ruta Provincial 40 desde la ciudad de Merlo.
Cuenta con una estación del ferrocarril Domingo Faustino Sarmiento del ramal Merlo-Lobos, y se encuentra unida a la Capital a través de la Línea 136, operada actualmente por La Nueva Metropol (Sargento Cabral). 
El principal medio de comunicación del barrio es radio Propuesta, una FM que transmite en 88.5 MHz para la población cercana, y es canal de difusión de fuerte impacto en la comunidad. El grueso de sus habitantes son de clase trabajadora. Utilizan los escasos medios de transporte con que se cuenta en la zona (los colectivos de la empresa La Nueva Metropol y Empresa Línea 216 S.A.T. que transitan por ruta provincial 40 y el ferrocarril que brinda su servicio hacia Merlo y, luego, Capital Federal, con una frecuencia de una hora) para dirigirse cotidianamente a sus tareas laborales, que transcurren en industrias, comercios, talleres u obras en construcción de la ciudad de Buenos Aires u otros puntos del conglomerado metropolitano. Además, una gran cantidad de jóvenes se desplazan a la Capital para poder realizar sus estudios universitarios y terciarios.
El barrio también cuenta con un puñado de comercios minoristas dedicados a la distribución de alimentos y productos de primera necesidad. Son pocos los locales de venta de indumentaria, artículos de informática u otros bienes de alto valor.
Los centros educativos principales son la E.P.B. N°20, la E.P.B. N°21, la E.P.B. N° 71 y la N° 79, entre otros. Cuenta con el Jardín de infantes ubicado a tan solo cuatro cuadras de la Ruta 40, del lado norte.
Al fondo de A. Ferrari encontramos el conocido Figorífico, algunas granjas y extensos campos.
En su pequeño casco urbano se distribuyen familias entre las que predominan descendientes de inmigrantes italianos, a cuyo rededor se han asentado migrantes internos -provenientes de provincias argentinas- y de países limítrofes con la Argentina. En las afueras de la localidad se han formado asentamientos precarios que carecen de servicios esenciales.
En su entramado de calles, solo unas 30 cuadras se encuentran pavimentadas. Las restantes, son de tierra y se vuelven intransitables en días de temporal.
Como curiosidad las calles céntricas de Agustín Ferrari llevan nombres de flores.

## Costumbres
Justo en frente de la estación Agustín Ferrari, sobre la calle Vidt, se encuentra el Club Juventud Unida de Agustín Ferrari. Escenario de artistas de renombre, de los que recién empiezan y de los que improvisan. Como desde hace años, el Club es el lugar de encuentro por excelencia. Todos los domingos, desde muy temprano, comienzan las fiestas chamameceras que acaban al caer la noche. 
Son miles los grupos que pasaron y muchísimos más los que pasarán cada semana.
En el club se dictan diferentes cursos, es alquilado para cumpleaños, casamientos, fiestas a beneficio y fiestas con conocidos grupos, incluso del recuerdo (Los Pasteles Verdes, Los Pick Up, Pomada, Los Inolvidables Iracundos, Nicki Jhon, Horacio Ascheri, Pepito Pérez, y muchos más). También se encuentra el "Club Defensores de Ferrari" en la calle Heredia entre las calles las Margaritas y las Dalias, cuyo primer presidente fue el destacado músico y compositor de tango Osvaldo Pugliese. El músico también contaba con una casa quinta en la calle las campanillas y Jorge Newbery. Asistieron al Club Defensores de Ferrari artistas de renombre como Leo Dan, Juan Ramón, Fredy Tadeo(Hno de Palito Ortega), Sandro y los del Fuego, y muchos más. Momentos de los cuales, familias pioneras de Agustín Ferrari lado sur como Flia Gonda, Flia Parra, Flia Miguel Zupo padre, Flia Rodrigues, flia Artaza, Flia Ruiz, entre otros, de los cuales todavía se encuentran de recuerdos fotos de aquellos años en poder de Julia Carolina de Zupo.

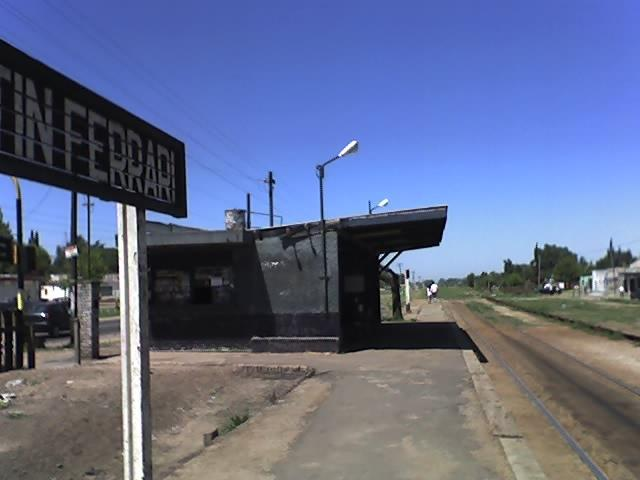
Estación de Agustín Ferrari

## Vecinos de Agustín Ferrarri
- José Resich (1949 - 4 de junio de 2014), sacerdote católico, párroco de la Parroquia San Pablo, ubicada en Las Marimonias 660. En 1961 Resich ingresa al seminario con tan solo doce años de edad. Fuertemente comprometido con las causas sociales y con el peronismo, en 1969 Resich y Pablo Gazzarri (sacerdote desaparecido) fundan el primer centro de estudiantes de la Facultad de Teología. Ligado con el Movimiento de Sacerdotes para el Tercer Mundo, Resich estudia medicina (se recibe de médico en 1981) y trabaja; esto último lo obliga a abandonar el seminario por la oposición del obispo de Buenos Aires Juan Carlos Aramburu a que trabajase; en ese tiempo conoce al obispo Enrique Angelelli. En 1972 se casa con una catequista y en 1975 nace su hijo. En 1989 muere su esposa y Resich decide reingresar al seminario y se ordena sacerdote en 1993. Ya desde 1992 atiende pacientes en la capilla San Pablo de Agustín Ferrari. En 1993 abre en la misma capilla un consultorio médico que lleva el nombre Pablo Gazzarri. En 1995 abre un comedor en donde alimenta a 70 personas por día. En 1999 abre un hogar para hombres que viven en la calle. En 2002 —tras la Crisis de 2001— el comedor llega a atender a 700 personas por día. En 2004 abre un taller de costura al que le sigue una huerta comunitaria a 3 kilómetros de la parroquia. En el año 2005 nace la Asociación Civil Fe y Obras en la parroquia San Pablo con el objetivo dar instrucción a los vecinos en diversas actividades laborales.